# Dolný Kubín
Dolný Kubín (deutsch Unterkubin, ungarisch Alsókubin) ist eine Stadt in der Nordslowakei mit 17.540 Einwohnern (Stand 31. Dezember 2024). Sie ist Zentrum der Landschaft Orava und Hauptstadt des gleichnamigen Okres.

## Geographie

### Lage

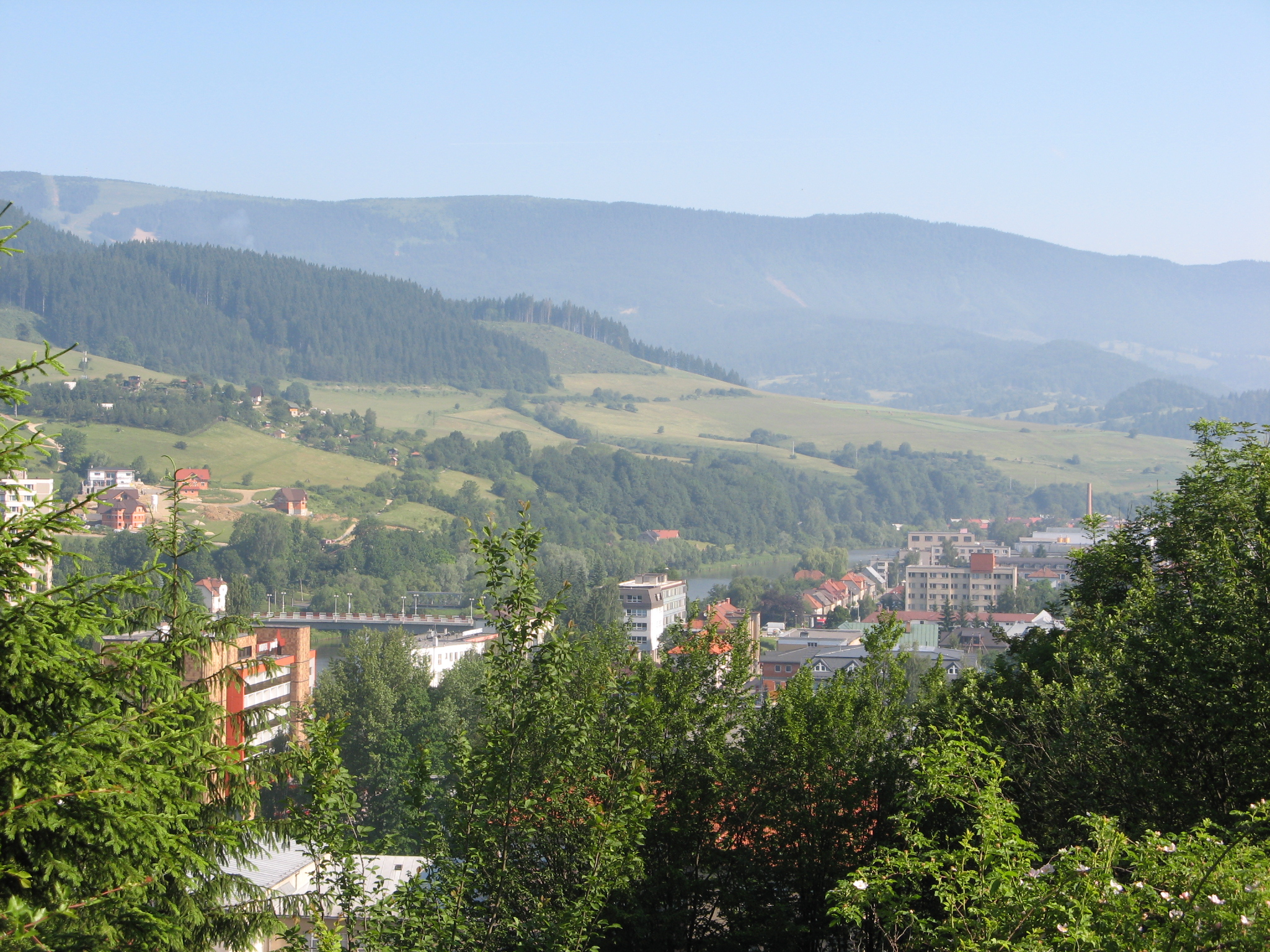
Blick auf Dolný Kubín und Umgebung

Dolný Kubín befindet sich in der Nordslowakei, ungefähr 40 Kilometer von der Grenze zu Polen gelegen, am Unterlauf des Flusses Orava, etwa 20 Kilometer vor dessen Mündung in die Waag. Die Stadt selbst liegt im Bergland Oravská vrchovina und ist von mehreren Gebirgen umschlossen, von der Oravská Magura im Norden, den Chočské vrchy im Süden und der Kleinen Fatra im Westen. Im Stadtgebiet münden der linksseitige Leštinský potok, die rechtsseitige Jelšava sowie weitere Zuflüsse in die Orava. Die Höhe im Stadtzentrum beträgt 468 m n.m.; die höchste Erhebung ist der 1394 m n.m. hohe Minčol am Bergrücken Kubínska hoľa nördlich der Stadt. Das Stadtgebiet ist wenig mehr als 55 km² groß. Dolný Kubín ist 18 Kilometer von Ružomberok, 53 Kilometer von Žilina, 206 Kilometer von Košice und 263 Kilometer von Bratislava entfernt.

### Stadtteile
Die Stadt besteht aus folgenden Stadtteilen:
- Beňova Lehota (1971 eingemeindet)
- Dolný Kubín
- Kňažia (1973 eingemeindet)
- Malý Bysterec (1949 eingemeindet)
- Medzihradné (1949 eingemeindet)
- Mokraď (1971 eingemeindet)
- Srňacie (1971 eingemeindet)
- Veľký Bysterec (1949 eingemeindet)
- Záskalie (1949 eingemeindet)

### Nachbargemeinden
Nachbargemeinden von Dolný Kubín sind Hruštín im Norden, Oravský Podzámok, Medzibrodie nad Oravou und Bziny im Nordosten, Pucov und Pokryváč im Osten, Osádka und Leštiny im Südosten, Vyšný Kubín im Süden, Oravská Poruba im Südwesten, Veličná im Westen und Zázrivá im Nordwesten.

## Geschichte

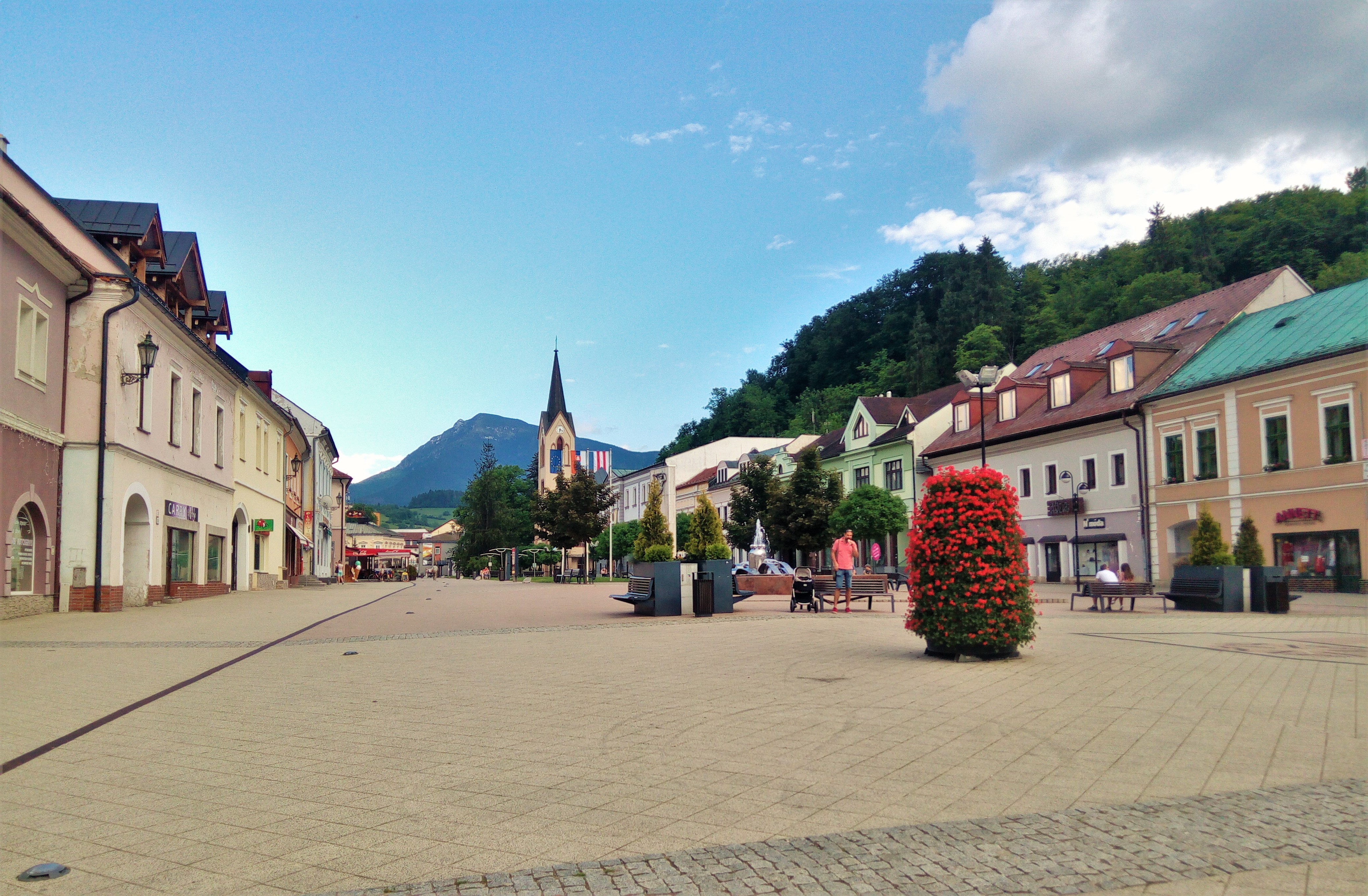
Blick auf die Innenstadt

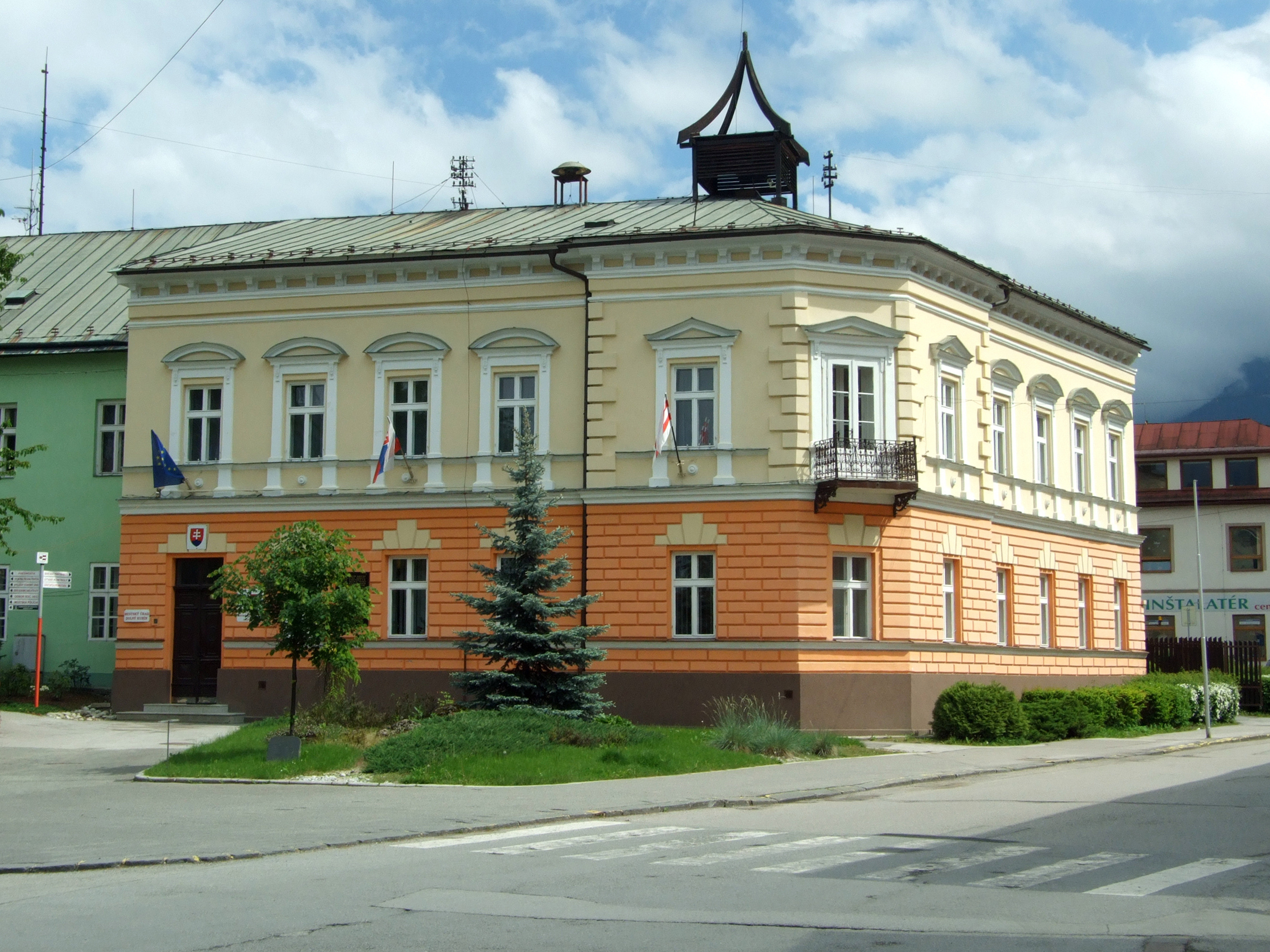
Rathaus der Stadt

Aus der Zeit vor unserer Zeitrechnung stammen Funde aus der Spätbronzezeit, vornehmlich der Lausitzer Kultur.
Die Umgebung der Stadt wurde 1314 zum ersten Mal schriftlich als Kublen erwähnt, 1325 wird in einer Urkunde der Nachbarort Vyšný Kubín (Oberkubin) erwähnt, somit wird auch von der Existenz von Dolný Kubín in derselben Zeit ausgegangen. 1381 wird von einem Grenzstreit zwischen den Einwohnern von Dolný Kubín und Vyšný Kubín berichtet. Bis zum 17. Jahrhundert war Dolný Kubín ein einfaches landwirtschaftliches Dorf im Herrschaftsgebiet der Arwaburg, so hatte es zwischen 1567 und 1578 nur etwa zehn bewohnte Siedlungen. In einem Steuerverzeichnis wurden 34 Häuser gerechnet. 1632 wurden der Ortschaft die Stadtrechte als oppidum verliehen, dazu kamen 1633 Marktrechte. Schließlich wurde Dolný Kubín im Jahr 1683 Sitz der Gespanschaft Arwa, doch im selben Jahr kam eine Verwüstung durch ein polnisch-litauisches Heer. Erst im 18. Jahrhundert konnte sich Dolný Kubín erholen und wirtschaftlich entwickeln. 1715 gründete man Schneider- und Schusterzünfte. 1828 zählte man in der Stadt 149 Häuser und 1.291 Einwohner, die unter anderen im Käse-, Leinen- und Spirituosenhandel beschäftigt waren. Im 19. Jahrhundert war sie ein Zentrum der slowakischen Nationalliteratur, unter anderem wirkte und starb hier der Schriftsteller Pavol Országh Hviezdoslav.
Bis 1918 gehörte die Stadt zum Königreich Ungarn und kam danach zur Tschechoslowakei beziehungsweise heute Slowakei. Auch in der ersten tschechoslowakischen Republik behielt Dolný Kubín den Status des kulturellen und wirtschaftlichen Zentrums der Orava, wurde aber 1923 nur Kreisstadt, nachdem die alten Komitaten abgeschafft worden waren. Die Stadt besaß ein Elektrizitätswerk, eine Mühle, eine Säge und Bäckerei, allerdings litt sie in den 1930er Jahren unter hoher Arbeitslosigkeit. Im Zweiten Weltkrieg halfen die Einwohner bei den Vorbereitungen zum Slowakischen Nationalaufstand. Am 6. April 1945 wurde die Stadt durch sowjetische Truppen befreit.
Nach dem Zweiten Weltkrieg kam es zu vielseitiger Entwicklung der Stadt; 1949 wurde hier das Slowakische Elektrotechnische Werk gegründet.

### Name
Nach der Interpretation des slowakischen Sprachwissenschaftlers Rudolf Krajčovič leitet sich der Name der Stadt vom slawischen/altslowakischen Wort klubín her, das eine „durch Rauch aus verbrannten Wurzeln und Hölzern  bedeckte Lichtung“ bezeichnet. Später entstanden zwei Orte, deren Lage durch Adjektive dolný (Unter-) und vyšný (Ober-) erläutert wird. Auf eine ähnliche Gründung weist der Name der benachbarten Gemeinde Oravská Poruba hin, da das Wort poruba an eine Waldlichtung erinnert.

## Bevölkerung
| Jahr                | 1994   | 2004    | 2014    | 2024    |
| ------------------- | ------ | ------- | ------- | ------- |
| Anzahl der Personen | 19.464 | 19.883  | 19.291  | 17.540  |
| Unterschied         |        | +2,15 % | −2,97 % | −9,07 % |

| Jahr                | 2023   | 2024    |
| ------------------- | ------ | ------- |
| Anzahl der Personen | 17.600 | 17.540  |
| Unterschied         |        | −0,34 % |

Gemäß der Volkszählung 2011 wohnten in Dolný Kubín 19.633 Einwohner, davon 17.848 Slowaken, 142 Tschechen, 34 Pole, 31 Roma, 20 Magyaren, 14 Ukrainer und 12 Mährer. Insgesamt 59 Einwohner gaben eine andere Ethnie an und 1.473 Einwohner machten keine Angabe zur Ethnie.
11.369 Einwohner bekannten sich zur römisch-katholischen Kirche, 2.764 Einwohner zur Evangelischen Kirche A. B., 81 Einwohner zur griechisch-katholischen Kirche, 33 Einwohner zur evangelisch-methodistischen Kirche, 23 Einwohner zu den Zeugen Jehovas, 19 Einwohner zur orthodoxen Kirche und 17 Einwohner zu den Brethren; insgesamt 114 Einwohner bekannten sich zu einer anderen Konfession. 2.693 Einwohner waren konfessionslos und bei 2.520 Einwohnern wurde die Konfession nicht ermittelt.

## Bauwerke

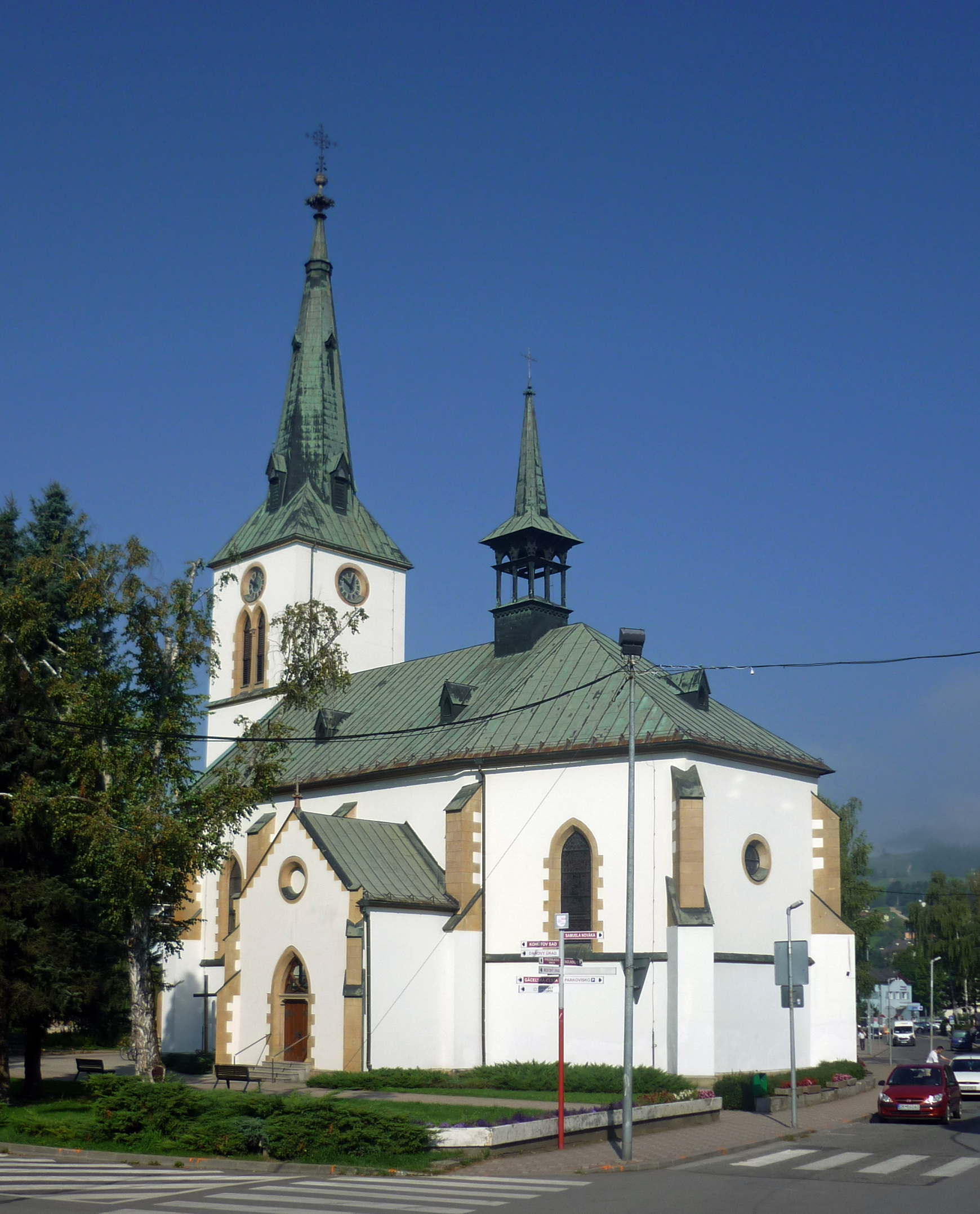
Katharinenkirche

Das Stadtzentrum erstreckt sich am linken Ufer der Orava rund um den Hviezdoslav-Platz (slowakisch Hviezdoslavovo námestie).
Die römisch-katholische Katharinenkirche (slowakisch Kostol svätej Kataríny) entstand im 14. Jahrhundert als gotische Kirche und erhielt in den 1880er Jahren nach einem Umbau ihr heutiges neogotisches Aussehen. Die evangelische Kirche ist ebenfalls im neogotischen Stil ausgeführt und wurde 1893 gebaut, nachdem die ältere Toleranzkirche einem Brand zum Opfer gefallen war.
Das im 17. Jahrhundert gebaute zweistöckige Komitatshaus beherbergt heute die Orava-Galerie (slowakisch Oravská galéria). Das Rathaus wurde 1879 für ein Geldinstitut gebaut und gelangte schon vor dem Ersten Weltkrieg in den Besitz der Stadt. Das Gebäude der Čaplovič-Bibliothek, benannt nach dem slowakischen Archivar Vavrinec Čaplovič, beherbergte einst dessen Büchersammlung und ist heute Sitz des Hviezdoslav-Museums. Weitere nennenswerte Bauwerke sind das Hviezdoslav-Haus sowie die Gebäude der ehemaligen Synagoge und des P. O. Hviezdoslav-Gymnasiums. Sehenswert ist zudem die hölzerne Kolonnadenbrücke über die Orava.
Seit 1954 findet jedes Jahr in Dolný Kubín der slowakische Poesie- und Prosawettbewerb Hviezdoslavov Kubín statt.

## Wirtschaft
Das im nordrhein-westfälischen Stolberg (Rhld.) ansässige Unternehmen Prymetall errichtete im Industriepark von Dolný Kubín ein neues Distributions- und Schneidcenter.

## Verkehr
Durch den Ostrand der Stadt verläuft die Straße 1. Ordnung 59 (Banská Bystrica–polnische Grenze bei Trstená), vollständig deckungsgleich mit der E 77 (Budapest–Danzig). Nach Westen führt die Straße 1. Ordnung 70, die für eine direkte Anbindung Richtung Žilina sorgt.
Die Bahnstrecke Kraľovany–Suchá Hora passiert das Stadtgebiet, mit dem Bahnhof Dolný Kubín an der Straße Staničná nahe dem Stadtzentrum sowie der Haltestelle Dolný Kubín zastávka im Stadtteil Veľký Bysterec. Bei ersterem findet man auch den Busbahnhof der Stadt.

## Städtepartnerschaften
Dolný Kubín listet folgende Partnerstädte auf:
| Stadt              | Land                       |
| ------------------ | -------------------------- |
| Braunau am Inn     | Oberösterreich, Österreich |
| Eger               | Észak-Magyarország, Ungarn |
| Kamjanez-Podilskyj | Chmelnyzkyj, Ukraine       |
| Limanowa           | Małopolskie, Polen         |
| Pakrac             | Požega-Slawonien, Kroatien |
| Pelhřimov          | Čechy, Tschechien          |
| Svendborg          | Syddanmark, Dänemark       |
| Truskawez          | Lwiw, Ukraine              |
| Zawiercie          | Schlesien, Polen           |
| Żywiec             | Schlesien, Polen           |

## Persönlichkeiten

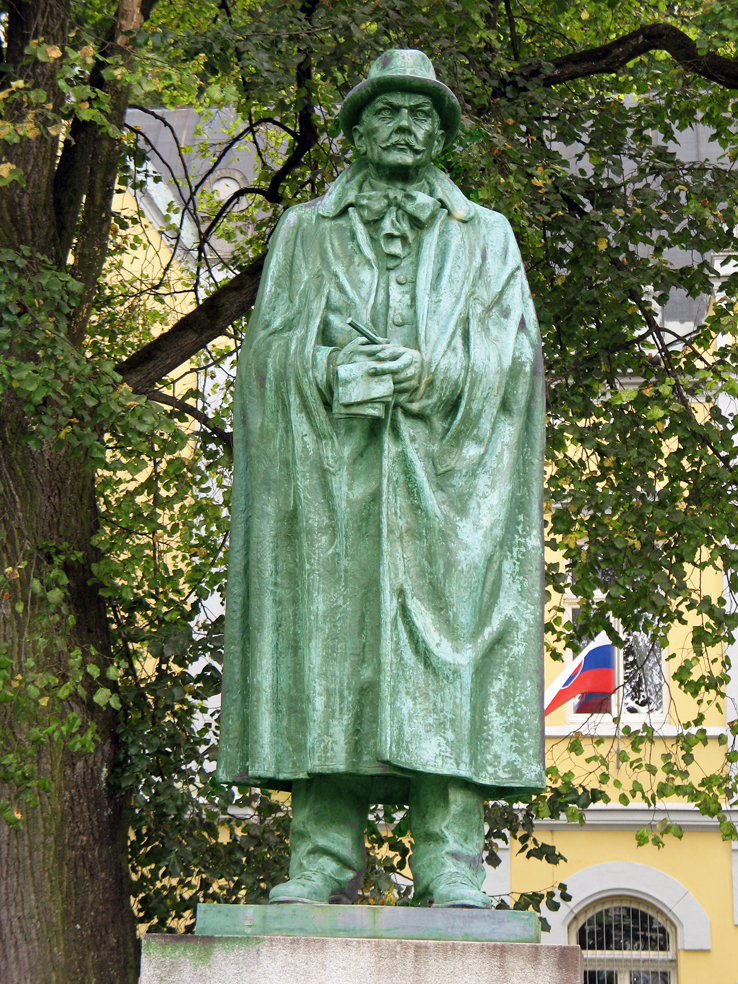
Bronzeplastik von Hviezdoslav

- Nikolaus Zmeskall von Domanovecz (1759–1833), Musiker und Freund Ludwig van Beethovens (1770–1827)
- Janko Matúška (1821–1877), Dichter, Geburts- und Sterbeort
- Nikolaus Szontagh (1843–1899), ungarischer Arzt, Naturforscher und Gründer des Kurorts Nový Smokovec in der Hohen Tatra
- Pavol Országh Hviezdoslav (1849–1921), Dichter, wirkte und starb in Dolný Kubín
- Ladislav Nádaši-Jégé (1866–1940), Dichter
- Ludwig Yomtow Bató (1886–1974), österreichisch-israelischer Publizist
- Miroslav Mikolášik (* 1952), Politiker
- Martina Halinárová (* 1973), Biathletin
- Martin Bajčičák (* 1976), Skilangläufer
- Marián Dávidík (* 1977), Orientierungsläufer
- Matúš Kozáčik (* 1983), Fußballspieler
- Jaroslav Babušiak (* 1984), Skirennläufer
- Zdenko Kaprálik (* 1985), Fußballspieler
- Mária Remeňová (* 2000), Biathletin
- Zuzana Remeňová (* 2000), Biathletin
- Adrián Kaprálik (* 2002), Fußballspieler
- Ján Johanides, Schriftsteller